# Prunus muris
Prunus muris — вид квіткових рослин з родини трояндових (Rosaceae). Ареал охоплює такі країни: Колумбія, Еквадор.

## Середовище
Поширений у діапазоні висот від 2000 до 2500 метрів. Це дерево зустрічається в гірських лісах Анд.